# Climério Almeida de Andrade
Dom Climério Almeida de Andrade (Salvador, 26 de fevereiro de 1924 — Vitória da Conquista, 24 de maio de 1981) foi um bispo católico brasileiro.

## Carreira
Foi ordenado presbítero em 27 de junho de 1948.
Ingressou no Seminário Maior São João Maria Vianney na Arquidiocese de Salvador,[carece de fontes?] onde exerceu muitas funções eclesiásticas até ser nomeado, em 1962, bispo diocesano de Vitória da Conquista, em substituição a dom Jackson Berenguer Prado, que fora nomeado para a então diocese de Feira de Santana. Recebeu a sagração episcopal em 30 de dezembro de 1962 das mãos de Dom Florêncio Sisínio Vieira, bispo de Amargosa. Foi empossado no ano seguinte.
Em 1979, tornou-se notável por sua luta em defesa de 118 famílias de posseiros da Fazenda Pau Brasil, no município de Barra do Choça, ameaçados de expulsão por uma empresa agropecuária. Dom Climério manteve-se ao lado dos posseiros alegando que eles tinham direito de usucapião. Faleceu dois anos depois, vítima de derrame cerebral, aos 57 anos, no Hospital Português, em Salvador.
Dom Climério é patrono da cadeira 32 da Academia de Letras de Jequié.